# ローレンツ・クリストフ・ミツラー
ローレンツ・クリストフ・ミツラー・フォン・コーロフ（Lorenz Christoph Mizler von KolofまたはWawrzyniec Mitzler de Kolof、Mitzler de Koloff 1711年7月26日 - 1778年5月8日）は、ドイツの医師、歴史家、出版者、数学者、作曲家、ポーランド啓蒙時代の先駆者である。

## 生涯
ミツラーはミッテルフランケンのハイデンハイム（英語版）に生まれた。父はハイデンハイム、アンスバッハ侯領の宮廷で書記を務めていたヨハン・ゲオルク・ミツラー、母はスイス、ザンクト・ガレン出身のバルバラ・シュトゥンプフだった。
ミツラーに最初に音楽の手ほどきを行ったのはオーバーシュルツバッハ（ドイツ語版）出身の教役者であるN.ミュラーであった。ミツラーは彼からフルートとヴァイオリンの指導を受けた。1724年から1730年にかけてはアンスバッハのギムナジウムにおいて、後の1731年から1734年の間ライプツィヒのトーマス校の学長を務めることになるヨハン・マティアス・ゲスナーの下で学んだ。1731年4月30日にライプツィヒ大学に入学したミツラーはそこで神学を修めた。彼はゲスナーをはじめ、ヨハン・クリストフ・ゴットシェート、クリスティアン・ヴォルフの教えを仰いでいた。1733年12月に学士号、続く1734年に修士号を取得している。この時期、彼は作曲の勉強にも意欲を燃やしており、ヨハン・ゼバスティアン・バッハとも接点を持っていた。ミツラーが記したところによると、バッハは敬意をもって自らの「良き友人であり支援者」と呼んでいたという。
ミツラーは法学と医学を学ぶべく1735年にヴィッテンベルクへと赴き、1736年にライプツィヒへ帰ってきている。
1737年の5月から音楽史とヨハン・マッテゾンの『Neu-eröffnete Orchestre』に関する講義を開講し、過去150年にドイツの大学で音楽の講義を行った最初の人物となった。さらに1738年には月刊誌『Neu eröffnete musikalische Bibliothek』を刊行する。ミツラーはこのあたりの時期に音楽出版業を開始している。1747年には医学の博士号を得るべく、エアフルト大学で学問を再開した。

### ポーランド移住
1743年にライプツィヒを後にしたミツラーはポーランドに移り住み、生涯をそこで暮らすことになる。ミツラー・デ・コーロフ（ポーランドで用いた仮名）として、コンスキエのMałachowski伯爵家において秘書、家庭教師、司書、そして宮廷数学家となった。ミツラーは伯爵からポーランド語を学ぶとともに、一緒になってポーランドの歴史や文学を研究した。
また、ミツラーは医術を施すようになり、ポーランド王アウグスト3世の宮廷医官として健康相談を行ったこともあった。宮廷医官となったことにより、ミツラーは自然科学を研究する時間を持てるようになった。1754年には再度出版社を立ち上げている。ミツラーは1755年にエアフルト科学アカデミーの会員に選出され、1768年にはシュラフタとなった。

### 出版業
ザウスキ図書館と提携し、ミツラーはポーランドで初めてとなる定期科学誌『Warschauer Bibliothek』（1753年-1755年）、『Acta Litteraria...』（1755年-1756年）、『Nowe Wiadomości Ekonomiczne i Uczone』（1758年-1761年、1766年-1767年）の編集、出版に取り組んだ。1765年からはポーランドでは最初期の新聞『モニトル』紙（1765年-1785年）を出版した。この新聞は1773年から1777年には自らも編集に関わった、国王スタニスワフ・アウグスト・ポニャトフスキの指揮の下で刊行されていた。1756年に出版社を創業したが、1768年には事業主として留まりながらも会社を（書体鋳造社と一緒に）ワルシャワの軍士官学校（英語版）へ譲渡している。ミツラーはこの出版社で学術版の歴史的文献（年代記集『Collectio magna』 1761年-1771年）、文学作品、軍士官学校のための教科書を出版していた。さらに、彼は書店も経営していた。
ミツラーはポーランド市民の解放など、新たな思想を推し進めた。1743年以降、彼はポーランドにおけるクリスティアン・ヴォルフの哲学的教義唱道の第一人者となっていった。
ミツラーは1778年、ワルシャワに没した。

## 音楽
アマチュアの音楽家であったミツラーは音楽理論に強い関心を持っており、厳格に数学、哲学を基盤とする音楽の確立、および音楽によって自然を模倣することを提唱した。彼はラテン語で書かれたヨハン・ヨーゼフ・フックスの『グラドゥス・アド・パルナッスム』をドイツ語へと翻訳し、「この作曲法の手引書は実践的な音楽とその作曲に関して我々が手にした同種の書物の中で、最良の一冊である」と書き記している。
博学者であったミツラーの興味は音楽、数学、哲学、神学、法学、自然科学に及んだ。哲学分野ではヴォルフ、ライプニッツ、ゴットシェートの思想から影響を受けた。
ミツラーが1736年から1754年にかけて出版したMusikalische Bibliothekは当時のドイツの音楽界を記録した重要な資料であり、1650年から出版年までの間に書かれた音楽に関する書籍の書評も掲載されている。ミツラー自身もヴォルフガング・プリンツ、レオンハルト・オイラー、ヨハン・アドルフ・シャイベ、ヨハン・ザムエル・シュレーター、マインラート・シュピース、ゴットシェート、マッテゾンの著作について意見を掲載し、論評を行っている。特に最後の2人が著した『Critische Dichtkunst』（1729年）、『Vollkommene Capellmeister』（1739年）については詳しく書かれている。ミツラーの論説は詳細かつ公平で、現在のバロック音楽の研究者に資する音楽学的文献となっている。

### 音楽的交流

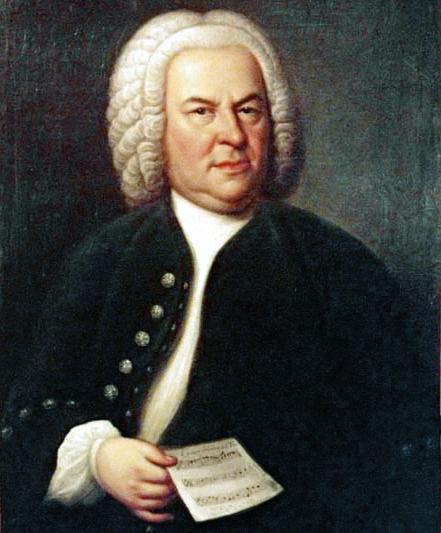
ミツラー主催のSozietät der Musicalischen Wissenschaftenに入会するために委嘱製作されたバッハの肖像画。

ミツラーは1738年に音楽科学文書交流協会（ドイツ語版）を創設した。協会の目指すところは音楽学者が理論的な論文を回覧できるようし、そうした論文に関して書簡のやり取りを通じた議論を促すことで音楽科学を推し進めることであった。それらの論文の多くはMusikalische Bibliothekに収められている。この協会への入会要項を満足するために、バッハは1746年/1748年にエリアス・ゴットロープ・ハウスマンに有名な肖像画を委嘱し、オルガンのためのカノン風変奏曲『高き御空より我は来たれり』 BWV 769を作曲することになった。
会員は最大20人であった。以下の人物が登録されていた。
- 1738年:
  - G.デ・ルッケジーニ
  - L.C.ミツラー（永年世話人）
  - G.H.ビュムラー
- 1739年:
  - C.G.シュレーター
  - H. Bokemeyer
  - G.P.テレマン
  - G.H.シュテルツェル
- 1742年:
  - G.F. Lingke
- 1743年:
  - マインラート・シュピース
  - G. ヴェンツキー
- 1745年:
  - G.F.ヘンデル
  - U.ヴァイス
- 1746年:
  - C.H.グラウン
- 1747年:
  - J.S.バッハ
  - G.A.ゾルゲ
  - J.P.クンツェン
- 1748年:
  - J.C.F.フィッシャー
- 1751年:
  - J.C.ヴィンター
- 1752年:
  - J.G.カルテンベック
- 1755年:
  - L.モーツァルト （招待を辞退）

### 作品
- Sammlung auserlesener moralischer Oden, zum Nutzen und Vergnügen der Liebhaber des Claviers I （ライプツィヒ 1740年）, II （ライプツィヒ 1741年）, III （ライプツィヒ 1743年）. ファクシミリ版 （ライプツィヒ 1971年）

## 著作
- Dissertatio quod musica ars sit pars eruditionis philosophicae （ライプツィヒ 1734年）
- Lusus ingenii de praesenti bello （ヴィッテンベルク 1735年）
- De usu atque praestantia philosophiae in theologia, jurisprudentia, medicina （ライプツィヒ 1736年）
- Neu eröffnete musikalische Bibliothek, oder Gründliche Nachricht nebst unpartheyischem Urtheil von musikalischen Schriften und Büchern （ライプツィヒ 1739年）
- Musikalischer Staarstecher, in welchem rechtschaffener Musikverständigen Fehler bescheiden angemerket, eingebildeter und selbst gewachsener sogenannter Componisten Thorheiten aber lächerlich gemachet werden （ライプツィヒ 1739年-1740年）
- Anfangs-Gründe des General-Basses nach mathematischer Lehr-Art abgehandelt （ライプツィヒ 1739年）
- Gradus ad Parnassum, oder Anführung zur regelmässigen Composition, aus dem Lateinischen ins Deutsche übersetzt, und mit Anmerkungen versehen （ライプツィヒ 1742年）, translation of J. J. Fux: Gradus ad Parnassum （ウィーン 1725年）

## 関連文献
- J. Birke: Christian Wolffs Metaphysik und die zeitgenössische Literatur- und Musiktheorie: Gottsched, Scheibe, Mizler (Berlin, 1966)
- H. Federhofer: L. Chr. Mizlers Kommentare zu den beiden Büchern des 'Gradus ad Parnassum' von J.J. Fux (Graz, 1995)
- L. Felbick: Lorenz Christoph Mizler de Kolof – Schüler Bachs und pythagoreischer "Apostel der Wolffischen Philosophie" (Hochschule für Musik und Theater "Felix Mendelssohn Bartholdy" Leipzig – Schriften, Band 5), Georg-Olms-Verlag, Hildesheim 2012, ISBN 978-3-487-14675-1.
- H.R. Jung: Telemann und die Mizlerische 'Societat' der musikalischen Wissenschaften, Georg Philipp Telemann, ein bedeutender Meister der Aufklärungsepoche (Magdeburg, 1967)
- Johann Mattheson: Grundlage einer Ehren-Pforte (Hamburg, 1740)
- J.G. Walther: Musicalisches Lexicon, oder Musicalische Bibliothec
- F. Wöhlke: Lorenz Christoph Mizler: ein Beitrag zur musikalischen Gelehrtengeschichte des 18. Jahrhunderts (Würzburg, 1940)